# Bicarbonato di potassio

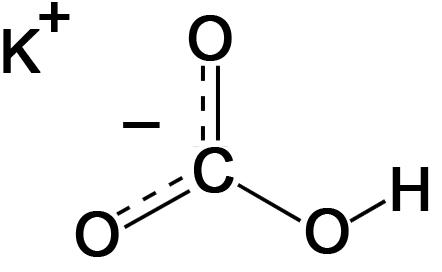

Il bicarbonato di potassio (o idrogenocarbonato di potassio) è un sale di potassio dell'acido carbonico, di formula KHCO3.
A temperatura ambiente si presenta come un solido bianco inodore. È prodotto dalla reazione fra carbonato di potassio, diossido di carbonio e acqua:
K2CO3 + CO2 + H2O → 2 KHCO3
Il bicarbonato di potassio si trova molto raramente in natura, nel minerale kalicinite.